# Dilophus tetrascolus
Dilophus tetrascolus är en tvåvingeart som beskrevs av Hardy 1982. Dilophus tetrascolus ingår i släktet Dilophus och familjen hårmyggor. Inga underarter finns listade i Catalogue of Life.